# ジョン・マクワーター
ジョン・マクワーター（John MacWhirter RA、1839年3月27日 - 1911年1月28日）は、スコットランドの画家。風景画を描いた。日本での表記はジョン・マックフィルターとされることもある。

## 略歴
エディンバラのSlatefordに生まれた。姉に画家のアグネス・エルザ・マクワーター(Agnes Eliza MacWhirter: c.1837-1881)がいる。エディンバラ郊外のColintonの学校で学び、父親が亡くなった後、エディンバラの書店の徒弟になった。数か月で書店を辞め、1851年にエディンバラの美術学校、トラスティーズ・アカデミー(Trustees Academy)に入学し、ロバート・スコット・ローダーやジョン・バランタイン(John Ballantyne: 1815–1897)に学んだ。
野外で熱心に写生をして、14歳になった時には王立スコットランド・アカデミーの展覧会に作品を出展した。
1869年にロンドンに移り、ロンドンを拠点に、イタリアやシチリア、オーストリア、ノルウェー、スイス、トルコ、アメリカなどに定期的に旅し、その風景を描いた。アルプスの山岳風景は好んで描く題材となった。
当時のロマン主義の風景画家の影響を受けたが、同時代のスコットランド出身の風景画家、ピーター・グレアム(Peter Graham RA: 1836-1921)やジョセフ・ファーカーソン(Joseph Farquharson RA: 1846-1935)と比べるとより明るい印象の作品を描いたとされる。
1879年にロイヤル・アカデミー・オブ・アーツの準会員に選ばれたが、正会員になったのは1893年になってからだった。1880年に王立スコットランド・アカデミー(Royal Scottish Academy)の名誉会員に選ばれた。
1890年に絵画の入門書「Landscape Painting in Water-colour」を出版し、詩集などの書籍の挿絵も描いた。

## 作品

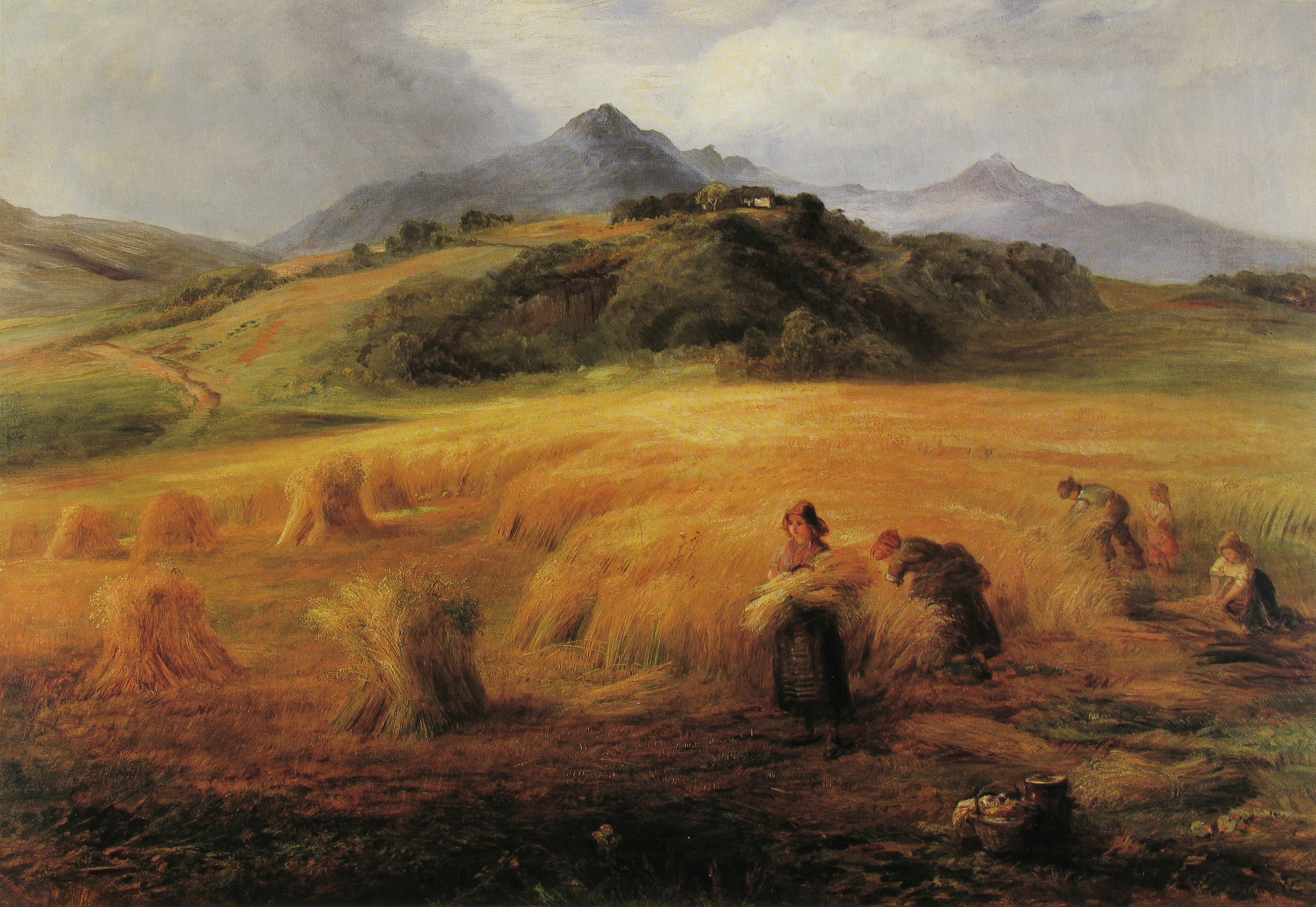
スコットランドのアラン島の収穫風景
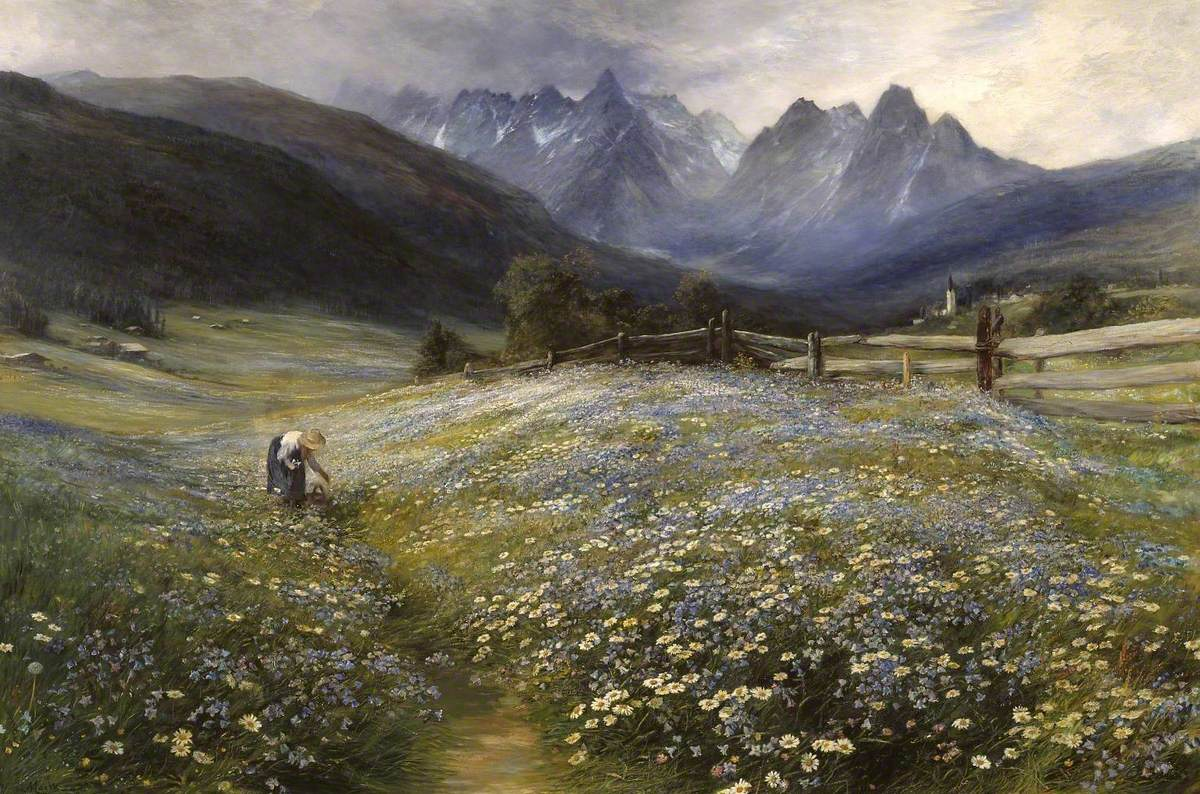
オーストリア・チロルの6月 ナショナル・ギャラリー (ロンドン)蔵
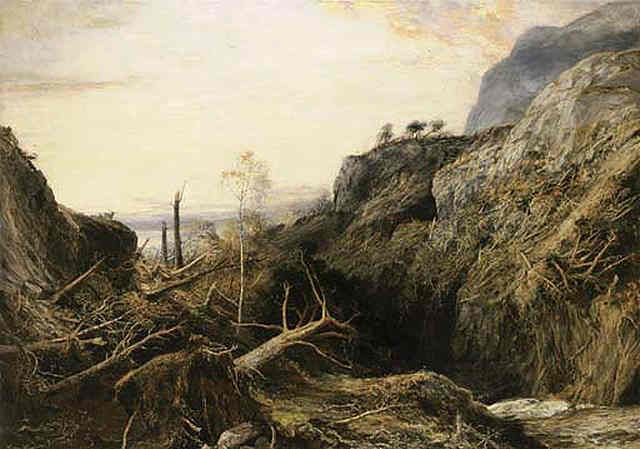
ハリケーンの通過後

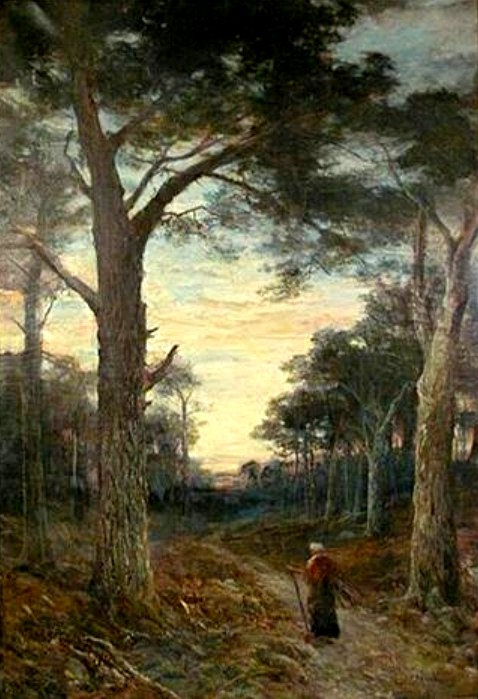
森の入り口　(c.1910)
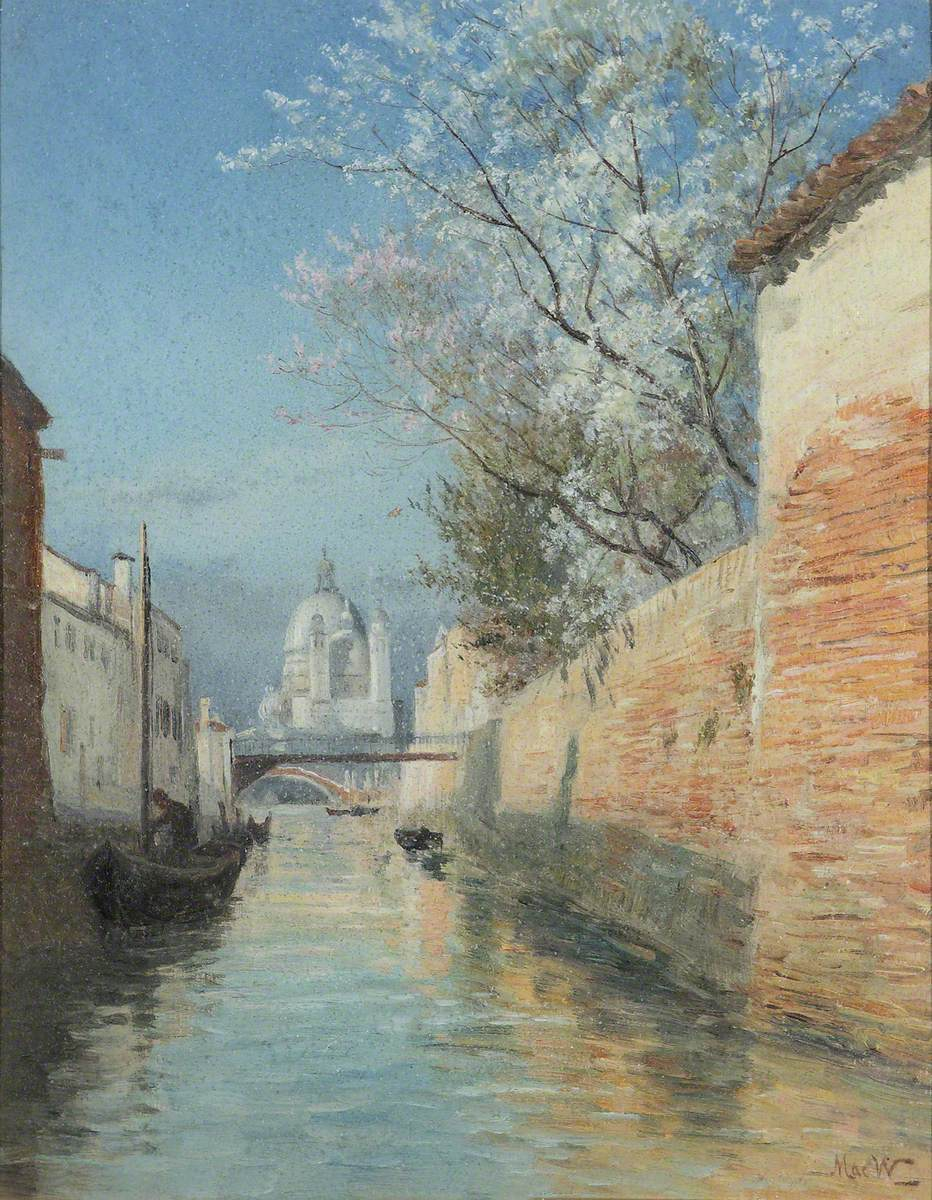
ヴェネツィアの運河
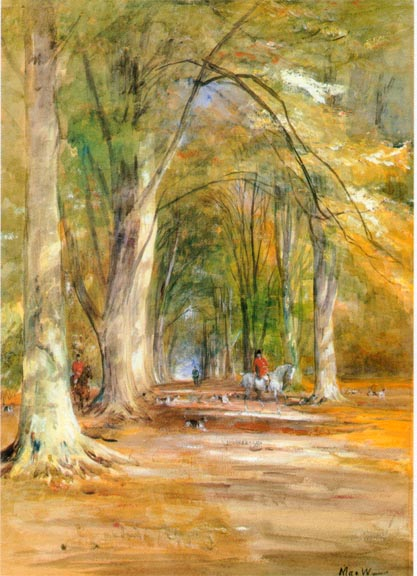
Huntsmen in a Clearing
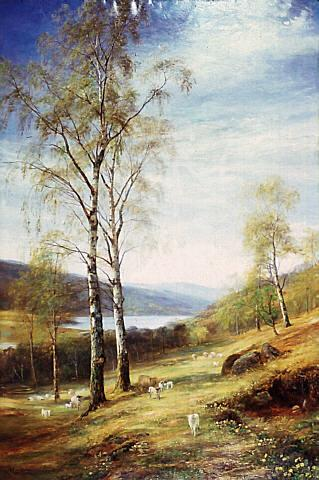
シルバーバーチ(カバノキ) オークランド美術館 蔵